# 시노노이선
시노노이선(일본어: 篠ノ井線 시노노이센[*])은 일본 나가노현 나가노시의 시노노이역에서 나가노현 시오지리시의 시오지리역까지 연결된 노선이다. 관할 회사는 동일본 여객철도이다.
역명은 기점 시노노이 역에서 유래했다. 도쿄, 나고야 방면에서 올라오는 특급 열차들이 주오 본선을 거쳐 나가노 역이 있는 신에쓰 본선까지는 이 시노노이 선을 경유하며, 나가노 현 중부의 시오지리 시와 마쓰모토시를 현청소재지인 나가노 시와 철도로 연결하는 역할을 하고 있다. 일본화물철도의 화물 열차 노선도 운영되고 있다. 산간 지역을 통과하기 위해 오바스테역과 두 곳의 신호장에 스위치백을 만들었다.

## 노선 정보
- 관할: 동일본 여객철도(제1종 철도사업자)/ 일본화물철도(제2종 철도사업자)
- 영업구간: 시노노이～시오지리 66.7 km
- 궤간: 1,067mm
- 역수: 15 (시종착역 포함)
- 복선 구간: 아카시나~다자와·마쓰모토~시오지리. 단, 니시조~아카시나도 노반 자체는 복선이지만, 현재는 단선으로 운행한다.
- 전철화 구간: 전구간(직류 1,500V)
- 보안 장치: 시오지리 ～ 마쓰모토 (ATS-P), 마쓰모토~시노노이 (ATS-Sn)

## 운행 형태

### 여객 열차
중간역인 마쓰모토역을 기종점으로 삼아 주오 본선 도쿄 방면, 나고야 방면이나 신에쓰 본선 나가노 방면으로 직결 운행하는 열차들이 대부분이다.
도쿄 방면으로는 특급 《슈퍼 아즈사·아즈사》 호, 《하마카이지》 호(주말과 휴일 한정)가 다니며, 이 중 대부분이 마쓰모토 역을 시종점으로 한다. 한편, 나고야 방면으로는 특급 《시나노》 호가 신에쓰 본선 나가노 역까지 운행하며, 이 노선을 경유하고 있다. 평일 아침에는 하행선에 한해 시오지리역과 신에쓰 본선 나가노 역 사이를 잇는 특급 《오하요라이너》가 다니고 있다. 하루에 1편만 운행되며, 무라이 역, 마쓰모토 역, 다자와 역, 아카시나 역에만 정차한다.
보통 열차들은 마쓰모토 역을 기종점으로 삼아 주오 본선 도쿄 방면으로 직결 운행하는 열차들이 대부분이며, 일부 열차는 다치카와역까지 운행한다. 나고야 방면으로 운행하는 열차들은 대부분이 나카쓰가와역까지 운행하며, 반대방향으로는 나가노 역에서 시종착한다. 시노노이 선내만을 다니는 열차는 하행 3편, 상행 2편 정도 뿐이다. 한편 특정역에만 정차하는 쾌속 열차는 나가노 역 ~ 마쓰모토 역 사이에 출퇴근 시간대에 왕복 1편만 운행되고 있으며, 나가노 역에서 시종착해 이다선으로 직결 운행하는 쾌속 《미스즈》 호도 있다.

### 화물 열차
전구간에서 화물 열차가 다니고 있다. 주로 수도권과 주쿄 공업 지대의 정유소에서 만들어진 정제유류를 운송한다.

## 사용 차량

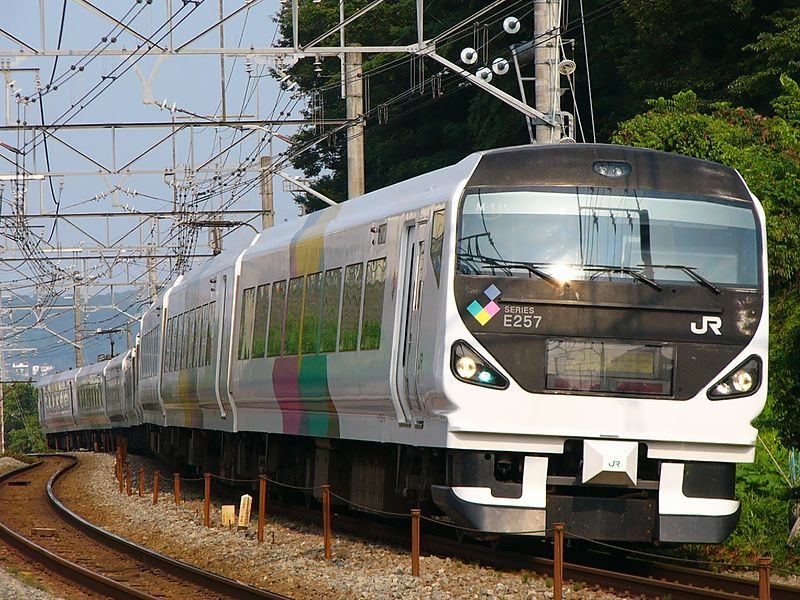
E257계 전동차

특급 《아즈사》 등으로 쓰이는 동일본 여객철도 E257계 전동차, 《슈퍼 아즈사》 등으로 쓰이는 동일본 여객철도 E351계 전동차, 보통, 쾌속 열차로 운행되는 일본국유철도 115계 전동차, 일본국유철도 123계 전동차, 동일본 여객철도 E127계 전동차는 마쓰모토 차량 센터 소속이고, 도카이 여객철도 383계 전동차, 도카이 여객철도 313계 전동차 등은 가스가이시에 있는 진료 차량구 소속이다.

## 역사
1900년 11월 1일 시노노이 역과 니시조 역 사이에 "시노노이 선"으로 처음으로 노선이 문을 열었다. 1902년에는 마쓰모토 역과 시오지리 역으로 각각 연장되었다. 원래 시노노이에서 시오지리에 이르는 구간은 주오히가시 선의 일부였으나, 1911년 주오 본선 전구간이 개통되면서 지금의 시노노이선으로 떨어져나갔다. 1960년대에는 일부 구간이 복선화되었으며, 1973년에는 전구간이 전철화되었다.
1987년 4월 1일 민영화에 따라 동일본 여객철도의 소속이 되었다.

## 역 목록
모든 역이 나가노현에 있다.
| 역명           | 일본어 역명 | 접속 노선                               | 역간 거리 | 누적 거리      | 소재지     | 소재지     |
| -------------- | ----------- | --------------------------------------- | --------- | -------------- | ---------- | ---------- |
| 시오지리       | 塩尻        | ■ 주오 본선                             | 0.0       | 0.0            | 시오지리시 | 시오지리시 |
| 히로오카       | 広丘        |                                         | 3.8       | 3.8            | 시오지리시 | 시오지리시 |
| 무라이         | 村井        | 3.0                                     | 6.8       | 마쓰모토시     | 마쓰모토시 |            |
| 히라타         | 平田        | 2.0                                     | 8.8       | 마쓰모토시     | 마쓰모토시 |            |
| 미나미마쓰모토 | 南松本      | 2.1                                     | 10.9      | 마쓰모토시     | 마쓰모토시 |            |
| 마쓰모토       | 松本        | ■ 오이토선 알피코 교통 가미코치선       | 2.4       | 마쓰모토시     | 마쓰모토시 | 13.3       |
| 다자와         | 田沢        |                                         | 8.3       | 21.6           | 아즈미노시 | 아즈미노시 |
| 아카시나       | 明科        | 6.6                                     | 28.2      |                | 아즈미노시 | 아즈미노시 |
| 니시조         | 西条        | 9.0                                     | 37.2      | 히가시치쿠마군 | 지쿠호쿠촌 |            |
| 사카키타       | 坂北        | 3.7                                     | 40.9      |                | 지쿠호쿠촌 |            |
| 히지리코겐     | 聖高原      | 4.1                                     | 45.0      | 오미촌         |            |            |
| 가무리키       | 冠着        | 3.3                                     | 48.3      | 지쿠호쿠촌     |            |            |
| 오바스테       | 姨捨        | 5.9                                     | 54.2      | 지쿠마시       | 지쿠마시   |            |
| 이나리야마     | 稲荷山      | 8.7                                     | 62.9      | 나가노시       | 나가노시   |            |
| 시노노이       | 篠ノ井      | ■ 신에쓰 본선 시나노 철도 시나노 철도선 | 3.8       | 나가노시       | 나가노시   | 66.7       |

마쓰모토 역과 다자와 역 사이에 히라세 신호장이, 오바스테 역과 이나리야마 역 사이에 구와노하라 신호장이 있다.